# Zatčení Pavla Durova v Paříži
Zatčení Pavla Durova v Paříži se událo v sobotu 24. srpna 2024. Na pařížském letišti Le Bourget byl zatčen francouzsko-ruský podnikatel Pavel Durov, tvůrce komunikační platformy Telegram a sociální sítě VK (VKontaktě). Zatykač na něj francouzské úřady již dříve vydaly pro absenci moderace obsahu na Telegramu, hrozí mu 20 let.
Zatčení má souviset s vyšetřováním dětské pornografie, obchodu s drogami, podvodů a jiných závažných forem počítačové kriminality na Telegramu, zahájeným francouzskými úřady 8. července 2024.
Francouzská média v pondělí informovala o prodloužení vazby o dalších 48 hodin, během této doby má být zakladatel telegramového messengeru obviněn nebo propuštěn. Maximální počet dní ve vazbě bez obvinění ve Francii za zvláště závažné trestné činy, jako je terorismus, může být až 144 hodin (tj. šest dní).
Proti zadržení podnikatele se vyslovila řada veřejných osobností, včetně Elona Muska, Tuckera Carlsona, Vitalika Buterina, Edwarda Snowdena a mnoha dalších. Nazvali to ostudou a omezením svobody projevu. Tým Telegramu to komentoval slovy: „Durov nemá co skrývat a často cestuje po Evropě. Je absurdní tvrdit, že platforma nebo její vlastník je zodpovědný za zneužití této platformy“.

## Telegram
Komunikace na Telegramu je šifrovaná a údajně není kontrolována žádným státem. O informace z komunikací usilovali mimo jiné Rusko i USA. Durov řekl americkému novináři Tuckeru Carlsonovi, že po něm Kreml požadoval, aby zveřejnil informace o organizátorech Euromajdanu. Telekomunikační kanály mohou využívat mimo jiné ruské vojenské jednotky na Ukrajině, využívaly je teroristické organizace včetně Islámského státu, nebo běloruská opozice, s odkazem na údajnou hrozbu napomáhání teroristům se snažily Telegram blokovat ruské i íránské úřady. V srpnu vyhrožovalo zablokováním Telegramu také Turecko. Evropská unie zvažuje kontrolu nad Telegramem a počítáním počtu jeho uživatelů v Evropě zejména v případě překročení 45 milionů uživatelů, Telegram má kontrolovat dozorčí orgán. Ukrajina připravuje návrh zákona o regulaci Telegramu, YouTube a TikToku, po Durovovi požadovala aby „omezil kanály pro šíření ruských dezinformací“. Internetové stránky Nejvyšší rady byly v únoru 2024 napadeny hackery po zveřejnění zprávy o plánech poslanců zakázat Telegram na Ukrajině. Španělský soud nařídil zablokování Telegramu v celé zemi v srpnu 2024. CIA podle Bloombergu zakázala v lednu 2024 svým analytikům používat Telegram na pracovišti. Podle ukrajinských IT specialistů k možnému blokování Telegramu „Zákazy končí špatně pro ty, kteří je zavádějí“.

Durov se dlouho neobjevil na veřejnosti, v březnu 2024 poskytl první rozhovor od roku 2017 pro anglický Financial Times, kde uvedl, že jeho společnost, která vlastní Telegram, má hodnotu 30 miliard dolarů, Telegram využívá 900 milionů lidí a popřel tvrzení o vlivu Kremlu na práci této komunikační platformy. Durov uvedl, že rodina jeho matky pochází z Ukrajiny a on sám mluví plynně ukrajinsky a rozumí i dalším slovanským jazykům, zejména polštině a češtině. Ukrajina tvoří méně než 3 % celosvětového publika Telegramu. Více než 70 % Ukrajinců podle něj používá messenger k výměně zpráv.
Po zatčení Pavla Durova se prudce zvýšil počet stažení messengeru Telegram, v žebříčku nejlepších aplikací ve Spojených státech (kromě her) se údajně vyšvihl z 18. na 8. místo – jedná se o nejvyšší hodnocení ve Spojených státech minimálně od 1. ledna 2023. V americkém žebříčku sociálních médií se umístil na druhém místě. Ve Francii se Telegram vyšvihl na první místo v kategorii „Sociální sítě“ v App Store a stal se třetí nejoblíbenější aplikací.

## Zatčení
Podle francouzského televizního kanálu TF1 je důvodem zadržení zakladatele Telegramu v Paříži obvinění Telegramu z napomáhání obchodování s drogami a trestných činů souvisejících s dětmi se sazbou 20 let. Před zatčením byl Durov v Baku ve stejnou dobu jako Vladimir Putin, ale podle ruských telegramových kanálů se nesetkali, ruští představitelé nabídli Putinovi schůzku s Durovem, ale on to odmítl.
Durov odletěl do Paříže se svou přítelkyní, krypto koučkou Julií Vavilovou, kde měli povečeřet. Jiná verze uvádí, že zde pilot pronajatého soukromého letadla zastavil na dotankování paliva (Durov byl ve Francii na seznamu hledaných). Podle veřejnosti Vavilová doprovázela Durova po celou dobu jeho cesty, z Kazachstánu do Ázerbájdžánu, odkud odletěl do Paříže, kde byl zadržen. Ihned po zatčení dívka přestala zveřejňovat své příběhy. Julia a Pavel byli zjevně na stejných místech, nedávno byli společně viděni v dubajském fitness klubu. Před setkáním s podnikatelem žila 24letá Vavilová v Dubaji s kryptoinvestorem, provozovala herní streamy a aktivně rozvíjela své sociální sítě, hovoří anglicky, rusky, španělsky a arabsky. (Agentura AFP s odvoláním na zdroj blízký vyšetřování uvedla, že Durov plánoval strávit večer ve francouzském hlavním městě a zůstat na večeři.) Durov je také biologický otec mnoha dětí.

Prezident Emmanuel Macron a celá politická elita Francie aktivně používají Telegram a vláda vydala Durovovi v roce 2021 francouzský pas, to však nezachránilo generálního ředitele „Messengeru“ před uvězněním v Paříži uvedl Politico. Macron přešel na Telegram i po zadržení Durova (měl status „byl nedávno“). I když v roce 2023 vedení vlády a parlamentu vyzvalo úředníky, aby kvůli bezpečnostním problémům nepoužívali WhatsApp, Telegram a Signal, ale aby upřednostnili méně známé francouzské alternativy jako je Olvid. Tyto výzvy však byly neúspěšné kvůli „návyku“ politiků na Telegram. Strana francouzského prezidenta stále používá ke komunikaci s tiskem kanál Telegram a Macron má veřejný kanál, kde jsou zveřejňována jeho prohlášení.
Durov čelí potenciálnímu obvinění v 12 bodech, zahrnujících spoluvinu na šíření dětské pornografie, obchodování s drogami a praní špinavých peněz, nespolupráci s justičními orgány a další.

## Reakce na zatčení
New York Times napsaly, že po zatčení Pavla Durova se messenger Telegramu stává ohniskem boje za svobodu slova. Zprávy o Durovově zatčení byly fanoušky služby považovány za důkaz pokusů úřadů cenzurovat svobodu projevu na internetu, zatímco úřady, zejména v Evropě, zvýšily tlak na společnosti, aby „bojovaly proti dezinformacím“, online extremismu, hrozbám pro bezpečnost dětí a distribuci nelegálních materiálů. Zároveň, jak poznamenávají noviny, zatčení Durova nemá precedens. Dříve byli k výslechu předvoláváni šéfové jiných sociálních sítí, například zakladatel Facebooku Mark Zuckerberg svědčil před americkým Senátem v případu úniku uživatelských dat. Je však vzácné, aby byl významný technologický manažer zatčen za to, co se děje na stránkách, které spravuje.
Francouzský prezident Emmanuel Macron komentoval Durovovo zatčení na sociální síti X kde uvedl, že se „nejedná o politické rozhodnutí, ale souvisí s probíhajícím policejním vyšetřováním.“ Dodal, že „Francie je oddána svobodě projevu, ale svobody jsou uplatňovány v rámci stanoveném zákonem.“ „K zatčení šéfa Telegramu ve Francii došlo v rámci probíhajícího soudního vyšetřování. V žádném případě se nejedná o politické rozhodnutí. Rozhodnutí spočívá na soudcích“, napsal Macron.
Agentura Reuters s odvoláním na zdroj z místní policie uvedla, že Durov byl zadržen kvůli odmítnutí Telegramu spolupracovat v otázkách finanční a kybernetické kriminality. Vyšetřování vede jednotka kybernetického četnictva a národní jednotka pro boj proti podvodům francouzské policie. Vyšetřující soudce se specializuje na organizovaný zločin.
Tým Telegramu reagoval na zadržení zakladatele messengeru Pavla Durova prohlášením na telegramovém kanálu vývojářů: „Durov nemá co skrývat a často cestuje po Evropě. Je absurdní tvrdit, že platforma nebo její vlastník je zodpovědný za zneužití této platformy“, Telegram „funguje v souladu se zákony EU, včetně zákona o digitálních službách – jeho moderování splňuje průmyslové standardy a neustále se zlepšuje. Čekáme, že tato situace bude vyřešena co nejdříve. Telegram je s vámi“.
Ve Spojených státech negativně reagoval na zatčení podnikatele Pavla Durova v tábor podporujících prezidentského kandidáta Donalda Trumpa, novinář Tucker Carlson, který nedávno dělal s Durovem rozhovor, řekl, že došlo k pokusu „cenzurovat pravdu“. Bývalý americký zpravodajský důstojník Edward Snowden, nazval Durovovo zatčení „ponížením pro Francii a celý svět“. 
Miliardář Elon Musk prohlásil, že „existuje obrovský problém s vykořisťováním dětí na Instagramu, ale nikdo nezatkne Marka Zuckerberga, protože se řídí vládní cenzurou, cenzuruje svobodu projevu a poskytuje vládám přístup k uživatelským datům“, napsal o tom v komentáři k příspěvku aktivistky Naomi Seibtové, která mu otázku položila po Durovově zatčení.
Americký mediální magnát Mark Zuckerberg poté uvedl, že jeho společnost Meta (Facebook a Instagram) se během pandemie covidu-19 podvolila tlaku administrativy amerického prezidenta Joea Bidena a cenzurovala určitý obsah na sociálních sítích, včetně humoru a satiry (server Politico). Ve svém dopise justičnímu výboru Sněmovny reprezentantů píše, že Bílý dům „vyjádřil silné zklamání“, když se mediální platforma postavila na odpor. „Věřím, že tlak ze strany vlády byl špatný a lituji, že jsme v této otázce nebyli upřímnější. Pevně věřím, že bychom neměli porušovat standardy obsahu kvůli tlaku ze strany jakékoli administrativy v jakémkoli směru - a jsme připraveni se bránit, pokud se to stane znovu,“ uvedl Zuckerberg. Vyjádřil také politování nad tím, že před prezidentskými volbami v roce 2020 skrýval obsah týkající se Huntera Bidena, který by podle FBI mohl být ruskou dezinformací. „Od té doby se ukázalo, že zpráva nebyla ruskou dezinformací, a při zpětném pohledu jsme neměli tuto zprávu snižovat“.
Analogicky s Durovem měla Francie zadržet Elona Muska (X), Marka Zuckerberga (Facebook, Instagram) a vedení TikToku,[zdroj⁠?!] protože na jejich platformách je také spousta nelegálního obsahu, ale to se nestalo. Deníku Le Figaro to řekl francouzský expert na kontrolu informací Damien Liccea. „Pokud extrapolujeme důvody současného vyšetřování na jiné platformy, nechápu, proč by Elon Musk, Mark Zuckerberg nebo osoby odpovědné za TikTok nebyli zatčeni, kdyby vkročili do Francie,“ řekl Liccea. Pochyboval také, že Telegram nespolupracoval s úřady, protože v uplynulém roce na žádost Paříže odstranil řadu „proruských kanálů, které šířily nepravdivé informace“. Liccia také upozornil na skutečnost, že Telegram nebyl nikdy napaden parlamentní vyšetřovací komisí ve Francii a v poslední době mají úřady stále více stížností nikoli proti Telegramu, ale proti sociální síti X. Právník v rozhovoru s deníkem zároveň zpochybnil vyhlídky na soudní odsouzení Durova v tomto případě, protože bude obtížné prokázat jeho odpovědnost za zveřejnění obsahu.
Zakladatel kanadského videohostingu Rumble Chris Pavlovsky uvedl na síti X, že opustil EU po zatčení Durova. Poznamenal, že nemá v úmyslu tolerovat takové chování francouzských úřadů a použije „všechny dostupné právní prostředky k ochraně svobody projevu, která je univerzálním lidským právem. Francie pohrozila Rumble a nyní překročila červenou čáru tím, že zatkla generálního ředitele Telegramu Durova za údajné necenzurování projevů. Nyní bojujeme u francouzských soudů a doufáme v okamžité propuštění Durova“ uvedl Pavlovský. Rumble je známý svou spoluprací s Trumpovou mediální skupinou Trump Media & Technology Group, a to i díky vývoji sociální sítě Truth Social. Platforma je oblíbená mezi občany USA, kteří zastávají konzervativní a krajně pravicové politické názory.
Ministerstvo zahraničí Spojených arabských emirátů požadovalo, aby Francie poskytla svému občanovi Pavlu Durovovi naléhavý přístup ke všem nezbytným konzulárním službám. Kromě francouzského a ruského má Durov občanství Spojených arabských emirátů a Svatého Kryštofa a Nevise.
V Rusku se zatčení Durova ve Francii využívá ke snaze o návrat Rusů, kteří opustili zemi, především IT specialistů. Výzvy k návratu do Ruské federace, aby se zabránilo jejich zatčení na Západě se šíří ruskými telegramovými kanály (mnoho ruských IT specialistů odešlo do zahraničí po začátku ruské invaze na Ukrajinu) a ke kampani se připojily i známé osobnosti.